# Eximiorhagada asperrima
Eximiorhagada asperrima es una especie de molusco gasterópodo de la familia Camaenidae en el orden de los Stylommatophora.

## Distribución geográfica
Es endémica de Australia.